# Сомерсет, Эдуард, 2-й маркиз Вустер
Эдуард Сомерсет (англ. Edward Somerset; 9 марта 1603, Раглан, Монмутшир, Уэльс — 3 апреля 1667, Лондон, Королевство Англия) — английский аристократ, 1-й граф Гламорган с 1645 года, 2-й маркиз Вустер, 6-й граф Вустер и 8-й барон Герберт с 1646 года (в 1628—1645 годах носил титул учтивости лорд Герберт из Раглана). Участвовал в гражданской войне на стороне роялистов, из-за чего несколько лет провёл в заключении в Тауэре. Был изобретателем, опубликовал в 1663 году книгу «Сто изобретений».

## Биография
Эдуард Сомерсет родился в 1603 году и стал старшим сыном Генри Сомерсета, наследника 4-го графа Вустера, и его супруги Энн Рассел. Он принадлежал к побочной ветви королевской династии Плантагенетов, его семья, исповедовавшая, в отличие от большинства английских аристократов, католичество, владела обширными землями на юго-западе Англии и в Уэльсе. Эдуард провёл детство в замке Раглан в Монмутшире, в 1619—1622 годах предпринял большое путешествие по Франции, Италии и Германии. В 1627 году он получил степень магистра искусств в Кембриджском университете, хотя не посещал никаких занятий. В 1628 году, после смерти деда, Эдуард стал наследником 5-го графа Вустера и получил соответствующий титул учтивости — лорд Герберт из Раглана.
В 1633 году Сомерсет стал членом Совета Валлийской марки, в 1635 — заместителем лорда-лейтенанта Монмутшира. Когда началась гражданская война, лорд Раглан, как и его отец, встал на сторону короля. В 1643 году он был назначен командующим силами роялистов в Южном Уэльсе, потерпел поражение при Глостере, но и после этого сохранил доверие монарха. В 1645 году Сомерсет получил от Карла I титул графа Гламоргана. Съездив в Ирландию, он договорился о союзе с местными католическими повстанцами: те обязались предоставить королю 10 тысяч солдат в обмен на свободу вероисповедания для ирландских католиков. Это соглашение возмутило многих роялистов. Карл заявил, что граф превысил свои полномочия, и тот даже провёл некоторое время в тюрьме из-за обвинения в государственной измене. К началу 1646 года граф набрал в Ирландии 6 тысяч человек, но переправить их в Англию не удалось.
После смерти отца в конце 1646 года Сомерсет унаследовал семейные владения и титул маркиза Вустера. К тому моменту роялисты окончательно проиграли войну в Англии, и маркиз некоторое время оставался в Ирландии. В 1647 году он вёл переговоры с испанцами о предоставлении им 4-тысячного отряда, в том же году конфедераты назначили его генералом Манстера. Годом позже Сомерсет уехал во Францию. Его владения на родине были конфискованы особым актом парламента. В 1652 году маркиз вернулся в Англию, тут же был арестован по обвинению в государственной измене и отправлен в Тауэр. В 1654 году он вышел на свободу. После Реставрации Стюартов маркиз получил назад свои земли и занял место в восстановленной Палате лордов, но титул герцога Сомерсета, обещанный Карлом I, ему пожалован не был.
Последние годы жизни Сомерсет посвятил своему главному увлечению — научным экспериментам. В 1663 году он опубликовал книгу «Сто изобретений», в которой рассказывается главным образом о разного рода туманных идеях без попыток их воплощения на практике. По его собственным словам, маркиз изобрёл паровой двигатель. Он умер 3 апреля 1667 года и был похоронен в Раглане.

## Семья
Эдуард Сомерсет был женат дважды — на Элизабет Дормер (дочери сэра Уильяма Дормера и Элис Молино) и на Маргарет О’Брайен (дочери Генри О’Брайена, 5-го графа Томонда, и Мэри Бреретон). В первом браке родились:
- Генри (приблизительно 1629—1699), 3-й маркиз Вустер, с 1682 года 1-й герцог Бофорт[8][9];
- Энн (1631—1662), жена Генри Говарда, 6-го герцога Норфолка[10][11];
- Элизабет (приблизительно 1634—1691), жена Уильяма Герберта, 1-го маркиза Поуиса[12].